# تقرير كتاب
تقرير عن كتاب هو مقال يناقش محتويات كتاب، ويُكتب كجزء من تكليف صفي يُعطى للطلاب في المدارس. هناك فرق بين تقرير عن كتاب ومراجعة كتاب. يتضمن التقرير عرضاً أوسع، بينما تركز المراجعة على موضوع الكتاب.
وغالباً ما يقدم المعلمون للطلاب قائمة بالكتب التي يمكنهم اختيار واحدا منها للتقرير، ولكن أحيانا قد يسمح للطلاب أن يختاروا كتاباً بانفسهم لكتابة التقرير. وقد يضع المعلمون قائمة الكتب بأساليب متعددة مثل تضمين أعمال مؤلف واحد معين، وقراءة أعمال متعددة للطلاب بصوت عالٍ وجعل كل طالب يختار أحد الكتب للتقرير،أو السماح للطلاب بالاختيار بحرية، أو اختيار الكتب من خلال أي عملية اختيار أخرى في الفصل.
عادةً ما تتضمن محتويات تقرير الكتاب، لأي عمل روائي، معلومات ببليوغرافية أساسية عن العمل، وملخصًا للسرد والبيئة، والعناصر الرئيسية لقصص الشخصيات الرئيسية، وهدف المؤلف من إنشاء العمل، ورأي الطالب في الكتاب، وبيان موضوعي يلخص الفكرة الرئيسية المستمدة من قراءة الكتاب.

## الفروق بين تقرير الكتاب ومراجعة الكتاب
تُقدم مراجعة الكتاب تقييماً لكتاب معين، يعرض إيجابيات وسلبيات الكتاب المختلفة لمساعدة القارئ على معرفة ما إذا كان هذا هو الكتاب المناسب للقراءة، مع التركيز على الحبكة وأسلوب الكتابة. تقدم مراجعة الكتاب أيضا استنتاجا يعطي توصية حول ما إذا كان ينبغي للمرء شراء الكتاب أم لا.
من ناحية أخرى، يهدف تقرير الكتاب إلى تحديد الجوانب الرئيسية لهذا الكتاب المعين مما يساعد القراء على فهم ما يتحدث عنه الكتاب بشكل عام. تقرير الكتاب هو ملخص لمحتوى كتاب معين، ويتضمن عادةً:
- تحليل الموضوع والشخصية
- نبرة وزمن وأيضا سياق القصة(زمانياً ومكانياً)
- مؤلف الكتاب ومتى نُشر وغيرها من التفاصيل الرئيسية الأخرى للكتاب
- ذكر الاقتباسات المستخدمة لدعم الرسالة التي يؤكد عليها في القصة

لتسهيل عملية كتابة السرد وقصص الشخصيات الرئيسية، قد يُنصح الطلاب بكتابة ملخصات تسلسل الأحداث، 'هرمية' القصة، أو سجل تدوين القصة.
يمكن أن تكون تقارير الكتب مصحوبة بأعمال إبداعية أخرى مثل الرسوم التوضيحية أو مجسمات "الديوراما" أو أغلفة التقارير.
يمكن أيضًا تحويل المكونات المختلفة لتقرير الكتاب إلى أعمال فنية منفصلة، بما في ذلك البطاقات المنبثقة، والرسائل الإخبارية، ويوميات الشخصيات، ولوحات الألعاب، وعمليات البحث عن الكلمات، وخرائط القصة.
ينصح الطلاب عادةً بإنتاج التقرير في مراحل متعددة، بما في ذلك مرحلة ما قبل الكتابة ، وكتابة المسودة الأولى، والمراجعة ، والتقييم الأول، والتحرير وإعادة الكتابة، والنشر، وتقييم ما بعد المشروع.